# Mehmet Özkul (Fußballspieler, 1980)
Mehmet Özkul (* 28. August 1980 in Bremen, Deutschland) ist ein türkischer Fußballtorhüter.

## Karriere
In seiner Jugend spielte er bei Werder Bremen und wurde 1997 mit den B-Junioren Deutscher Vizemeister sowie 1999 mit den A-Junioren Deutscher Meister. Im Finalspiel stand er gegen die U-19 des VfB Stuttgart von Beginn an im Tor. Danach schloss er sich im Sommer 1999 in der Türkei Sakaryaspor an, von dort aus wurde er im Oktober dann auch gleich schon an den damaligen Zweitligisten Çorluspor ausgeliehen. Für diesen kam er bis zum Sommer 2000 drei Mal zum Einsatz. Sein letztes Spiel war dabei ein 0:3-Auswärtssieg gegen Pendikspor, bei welchem er in der 77. Minute eingewechselt wurde. Nach seiner Rückkehr zu Sakaryaspor kam er dann dort auch nicht mehr zum Einsatz und verließ den Verein im August.
Ab 2009 spielte er dann bei der SG Marßel in der Landesliga Bremen und schloss sich zur Saison 2009/10 dann Türkspor Bremen an, für die er in fünf Einsätzen sogar auf jeweils auch fünf Tore kam. Anfang 2010 ging es für ihn dann in die Landesliga Lüneburg zum TB Uphusen, für welchen er insgesamt 61 Mal zwischen den Pfosten stand. Danach verließ er die Region rund um Bremen aus beruflichen Gründen und wechselte Anfang 2013 nach Karlsruhe zur SpVgg Olympia Hertha. Dort sah er in einem Auswärtsspiel beim Stand von 0:3 in der 65. Minute gegen den Karlsruher SV aufgrund von Beleidigungen und Bedrohungen gegen den Schiedsrichter die Rote Karte. Das Spiel wurde danach abgebrochen. 2016 ging er dann zur SG Rüppurr Alemannia-DJK-FG.